# NGC 6421
NGC 6421 est un amas ouvert  situé dans la constellation de Scorpion. Il a été découvert par britannique John Herschel en 1825.
NGC 6421 est à 1 505 ± 69 pc (∼4 910 al) du système solaire et les dernières estimations donnent un âge de 0,17 ± 0,01 milliards d'années. La taille apparente de l'amas est de 8,0 minutes d'arc, ce qui, compte tenu de la distance et grâce à un calcul simple, équivaut à une taille réelle de 11,4 ± 0,6 al.
Wolfgang Steinicke ainsi que le professeur Seligman considèrent NGC 6421 comme un groupe d'étoiles et non comme un amas ouvert. De plus, NGC 6421 ne figure pas sur le site WEBDA qui est consacré aux amas ouverts et la base de données Simbad considère qu'il ne s'agit pas d'un objet de nature inconnu. La base de données NASA/IPAC considèrent qu'il s'agit d'une association stellaire.